# Lac Josette
Pour les articles homonymes, voir Josette.
Le lac Josette est un lac de l'île principale des îles Kerguelen dans les Terres australes et antarctiques françaises (TAAF). Il est situé sur le plateau Central à 159 mètres d'altitude.